# Sífilis en San Sebastián (España)
La Sífilis es una enfermedad bacteriana de transmisión sexual que tuvo un aumento de casos en San Sebastián (España) con el desarrollo del turismo en los siglos XIX y XX.

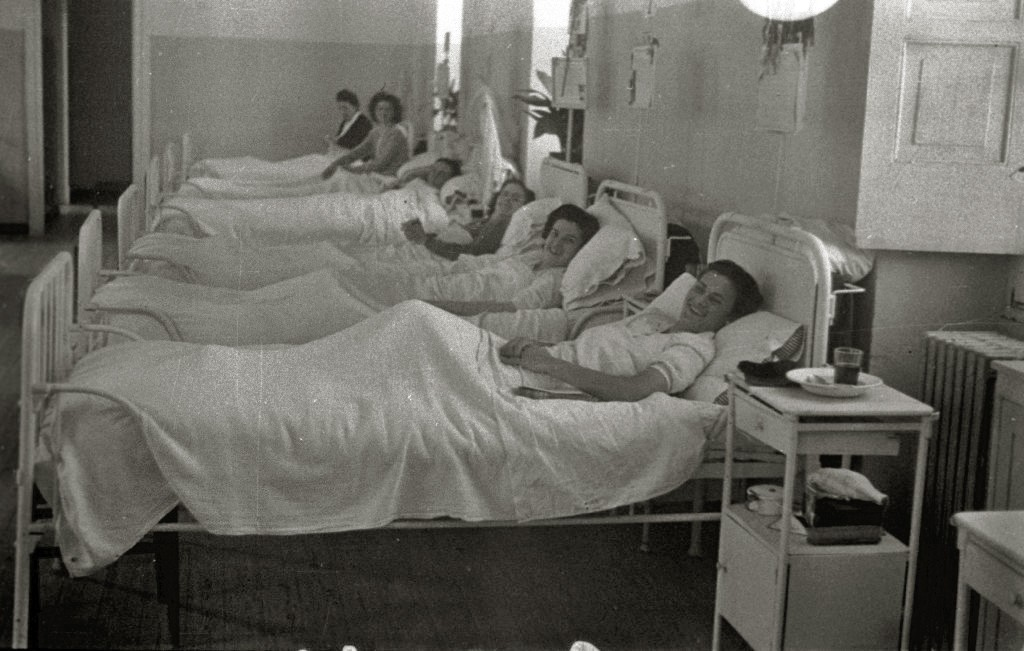
Hospital civil de San Antonio Abad en San Sebastián

Fue un azote constante para las poblaciones europeas desde finales del siglo XV.
El Ayuntamiento donostiarra legisló diferentes medidas preventivas y sanitarias desde 1835 hasta el descubrimiento de la penicilina en 1944 que fue un tratamiento eficaz.

## Desarrollo histórico
Los primeros casos de sífilis en Europa están datados a finales del siglo XV aunque su origen es controvertido. La bacteria causante es el treponema pallidum.
Unos investigadores afirman que es una enfermedad importada de América, aunque otros investigadores hallan descripciones de la enfermedad en Italia anterior al descubrimiento.
Es una enfermedad con una íntima relación con la prostitución y la relajación de costumbres por lo que ha sido ocultada y marginada a lo largo de la historia.
El primer tratamiento más o menos efectivo en casos incipientes fue el salvarsan utilizado desde 1910. No sería hasta 1944 con la llegada de la penicilina  cuando hubo un tratamiento eficaz.
San Sebastián tuvo un gran desarrollo turístico en la segunda mitad del siglo XIX lo que conllevó a un aumento de los casos de sífilis. Para evitar  que pudiera  afectar a la actividad turística y el buen nombre de la ciudad, el Ayuntamiento desarrolló  diferentes medidas  sanitarias contra la sífilis y preventivas regulando la prostitución.
Se instalaron dos centros de tratamiento por donde pasaban la práctica totalidad de los enfermos sifilíticos: Instituto Provincial de Higiene y el Hospital civil San Antonio Abad.

#### Instituto Provincial de Higiene
Pasaba  una consulta pública diaria para ambos sexos. Disponía de un hospitalillo con doce camas donde ingresaban pacientes infectados,  unas 60 personas al año. 

#### Hospital civil San Antonio Abad
En éste hospital ingresaban también enfermos del resto de la provincia.
El primer médico donostiarra que se dedicó a los enfermos sifilíticos a mediados del siglo XIX  fue  Justo María Zavala del Antiguo Hospital Civil de San Antonio.
Un dato estadístico de la enfermedad en San Sebastián reflejó que en el año de 1933 hubo 89 diagnósticos nuevos de sífilis correspondiendo 58 al Instituto y 31 al Hospital Civil y distribuidos entre 70 varones y 19 hembras.
De los 89 casos, 63 presentaban la manifestación primaria únicamente y los 26 restantes eran de sífilis floridas.
A partir de 1945, la sífilis dejó de ser un azote para la sociedad con la llegada de la penicilina. Los casos de sífilis disminuyeron notablemente.
Otro aspecto importante de ésta enfermedad era el referido a la sífilis congénita en los niños abandonados. En muchas ocasiones la sífilis no presentaba sintomatología en el recién nacido y en el momento de lactar podría transmitirse la sífilis a las nodrizas. El descubrimiento del test de Wassermann en 1906  detectaba la sífilis en el recién nacido con lo que solucionaba la situación a las nodrizas , aunque condenaba al niño infectado a una muerte segura salvo que una mujer con la enfermedad lo lactara. 
Guipúzcoa fue pionera en España en la utilización del test de Wassermann, concretamente en la Casa Cuna de Fraisoro.